# 11506 Тулуз-Лотрек
11506 Тулуз-Лотрек (11506 Toulouse-Lautrec) — астероїд головного поясу, відкритий 2 березня 1990 року.
Тіссеранів параметр щодо Юпітера — 3,488.
Названо на честь Анрі Тулуз-Лотрека (фр. Henri Marie Raymond comte de Toulouse-Lautrec Monfa, 1864-1901) — французького живописця, постімпрессіоніста.